# Société de construction aéronavale
Pour les articles homonymes, voir Scan.
Ne doit pas être confondu avec SNCAN.
La Société de Construction AéroNavale (SCAN) était un constructeur français d'hydravions, basé dans le quartier de Port-Neuf à La Rochelle en Charente-Maritime. La société est fondée par Léon Douzille, assisté de l'ingénieur aéronautique Bernard Deveze (ancien chef d’études aux établissements Potez à Méaulte).

## Histoire

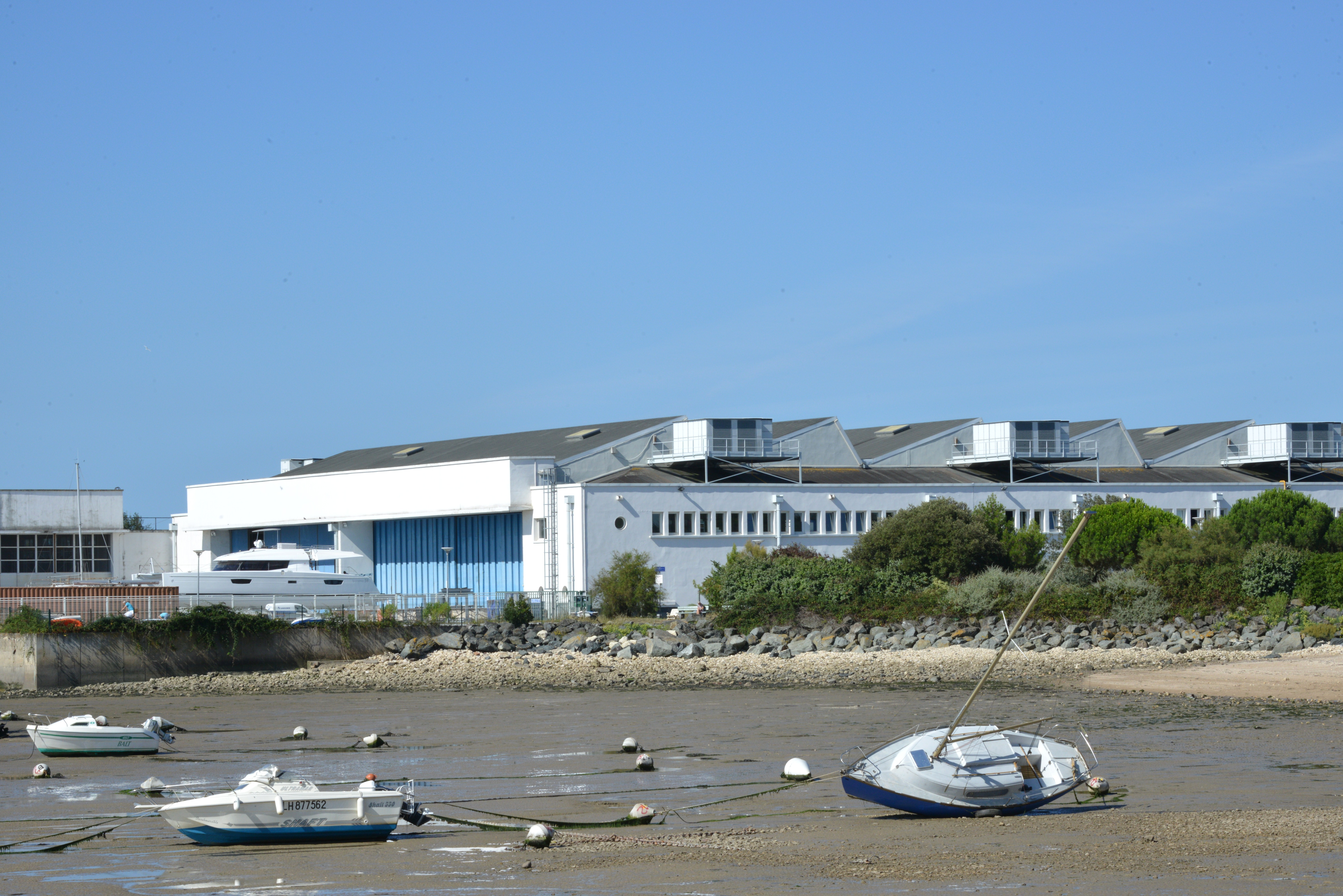
L'ancienne usine de la SCAN à La Rochelle, en 2017.

La société est fondée par Léon Douzille (1896-1948), industriel rochelais, en 1939, pour la fabrication d'hydravions de liaison du constructeur Potez.
L'entreprise produira, entre 1945 et 1952, deux types d'hydravions :
- le SCAN 20 monomoteur ;
- le SCAN 30 bimoteur (produit sous licence Grumman G-44 Widgeon).

Après avoir été détruite durant la Seconde Guerre mondiale l'usine est reconstruite. 

« En 1948, le directeur Léon Douzille trouve la mort dans un accident d'avion en Espagne, à 52 ans. Il pilote un SCAN 30, dans les nuages il percute une montagne en Espagne en revenant d’une réunion d’affaires à Lisbonne en avril 1948. Le crash a lieu près du village de Pineda de la Sierra dans le massif de la Demanda, en Espagne. »

En 1950, S.C.A.N. se lance dans la construction d'écoles préfabriquées en aluminium. Puis, l'entreprise se convertira dans la production de profilés d'aluminium pour la construction de préfabriqués. 
L'entreprise a participé à la réalisation de grands projets, comme :
- la Maison de Radio France à Paris ;
- le siège du Parti communiste français place du colonel Fabien à Paris ;
- le conseil de l'Europe à Strasbourg ;
- le four solaire d’Odeillo, de 54 mètres de haut et 48 de large comprenant 63 héliostats.[réf. souhaitée]

À la fermeture de l'entreprise en 1979, 279 personnes travaillaient dans l'entreprise. L'usine est aujourd'hui occupée par l'entreprise Fountaine-Pajot.

## Photos

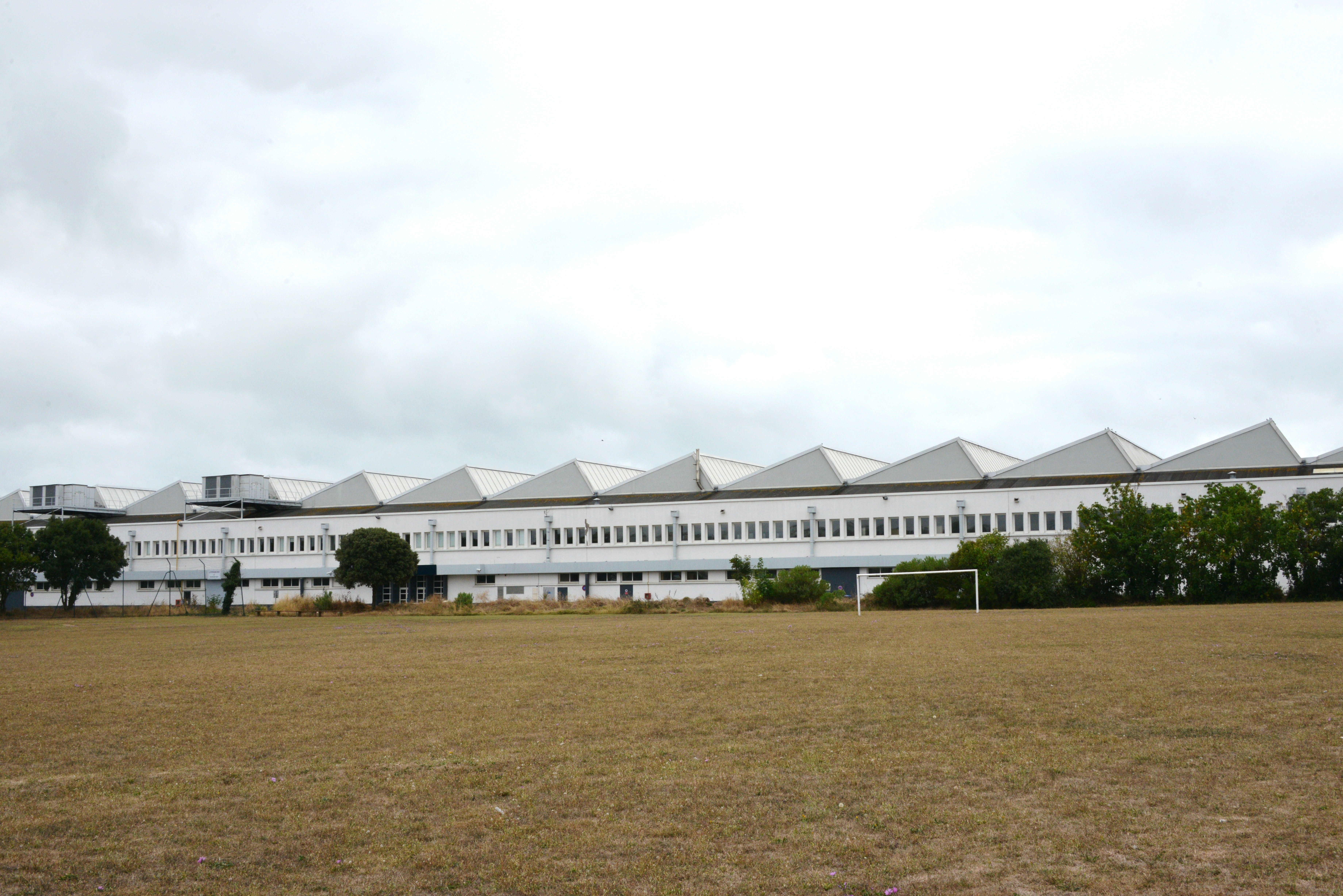
L'ancienne usine S.C.A.N., vue en 2017.
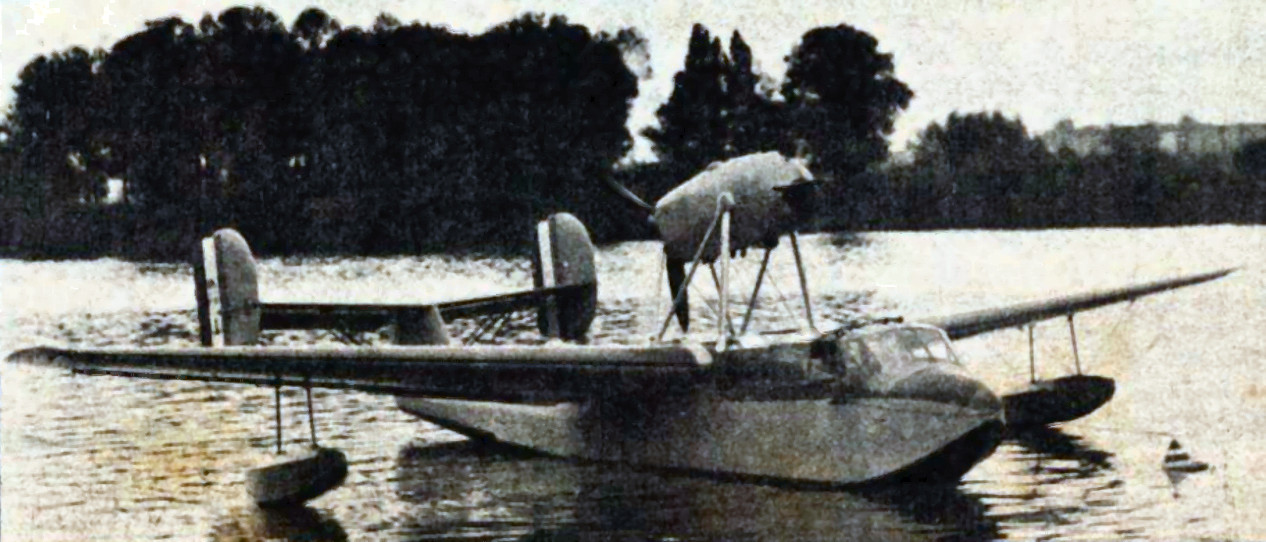
Le SCAN 20.
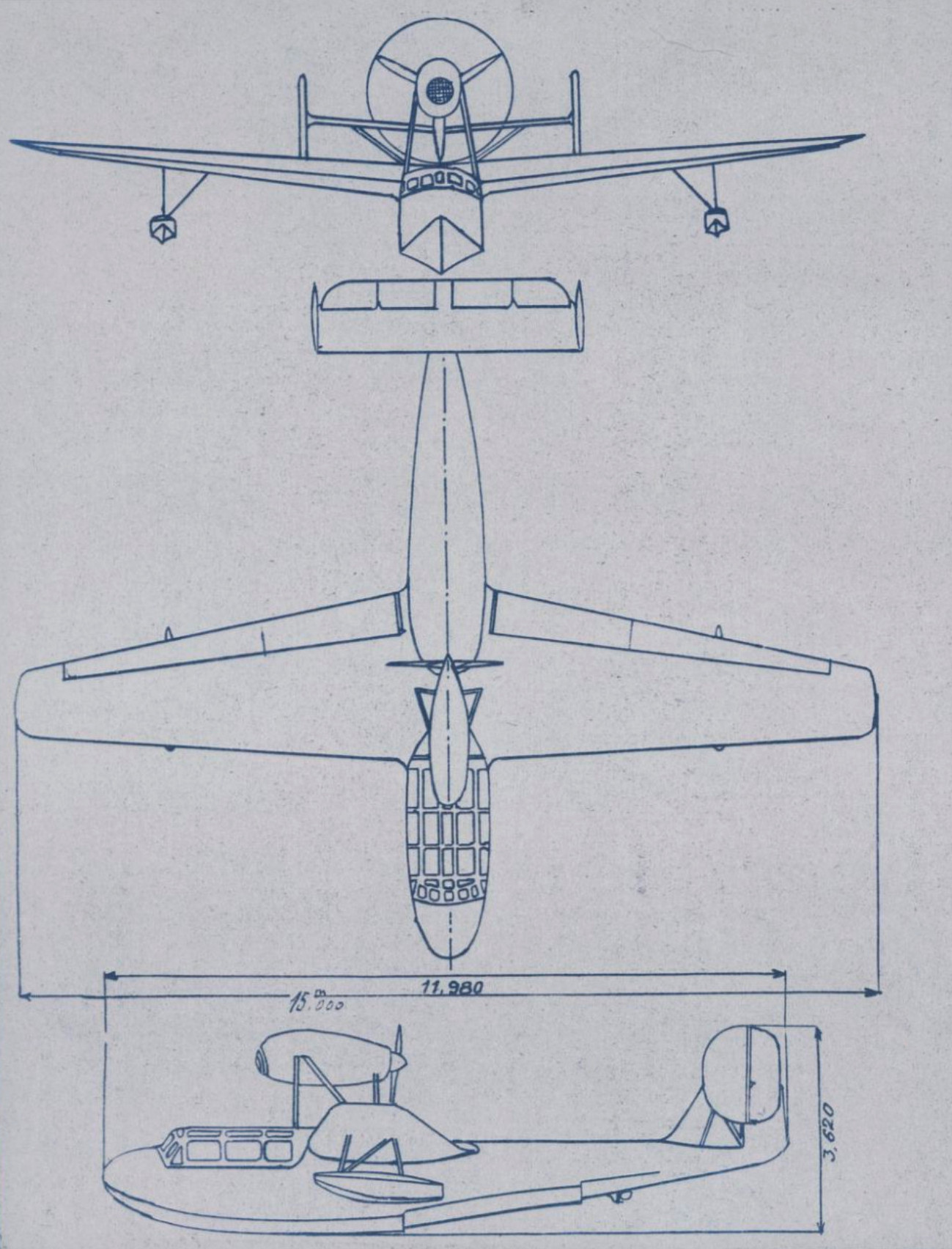
Le SCAN 20b.
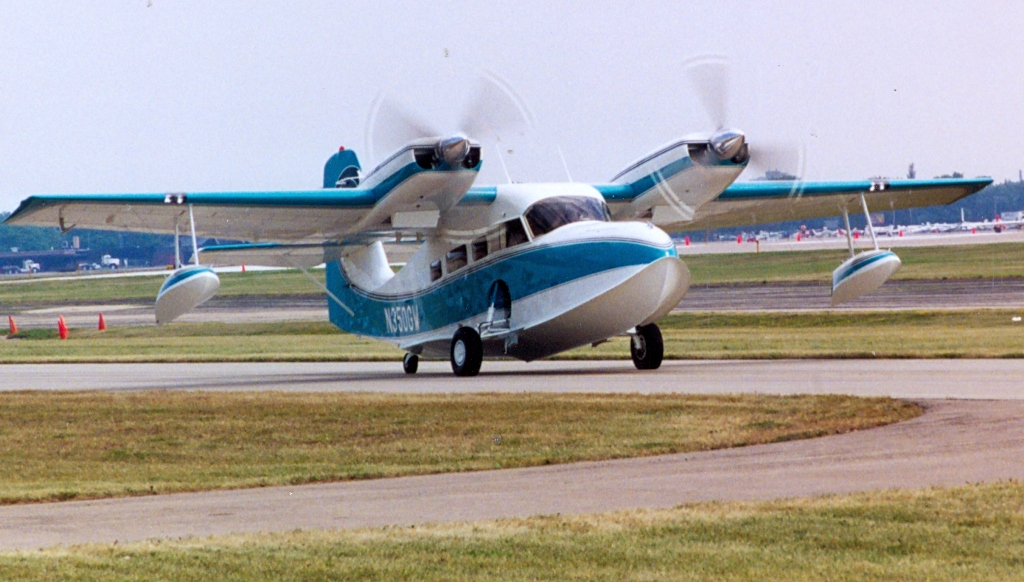
Le SCAN 30.
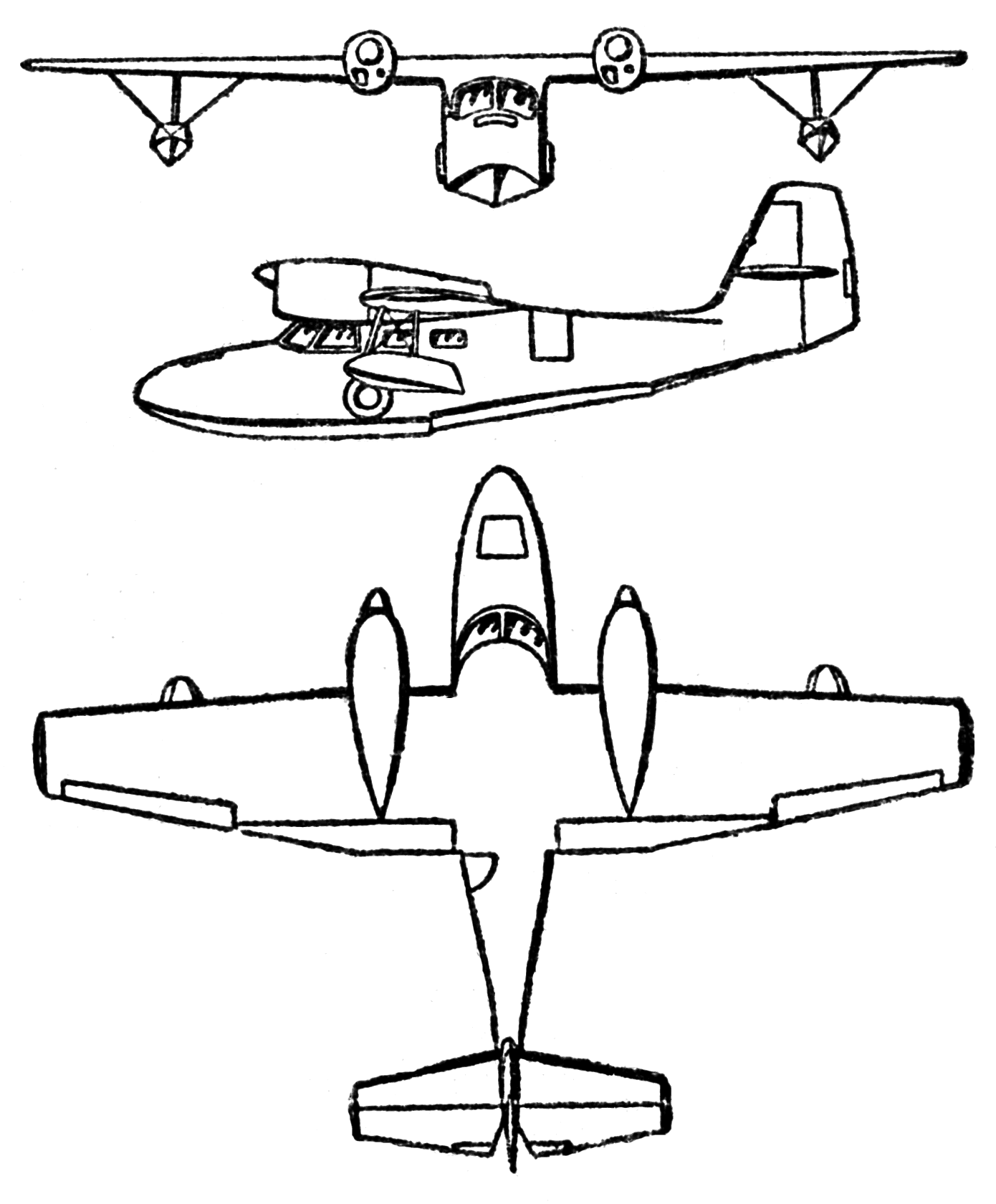
Le Grumman Widgeon ou SCAN 30.